# Ngô Hán Thánh
Ngô Hán Thánh (tiếng Trung giản thể: 吴汉圣, bính âm Hán ngữ: Wú Hàn Shèng, sinh tháng 4 năm 1963, người Hán) là chính trị gia nước Cộng hòa Nhân dân Trung Hoa. Ông là Ủy viên Ủy ban Trung ương Đảng Cộng sản Trung Quốc khóa XX, hiện là Phó Bí thư thường vụ Ủy ban Công các cơ quan Quốc gia và Trung ương Trung Quốc. Ông nguyên là Tổ trưởng Tổ Giám sát, Kiểm tra, Kỷ luật của Ủy ban Kiểm Kỷ và Ủy ban Giám sát ở Bộ Tổ chức Trung ương; Thường vụ Tỉnh ủy, Bộ trưởng Bộ Tổ chức Tỉnh ủy Sơn Tây; Thường vụ Tỉnh ủy, Tổng thư ký Tỉnh ủy Liêu Ninh.
Ngô Hán Thánh là đảng viên Đảng Cộng sản Trung Quốc, học vị Cử nhân Động cơ đốt trong. Ông có sự nghiệp công tác thời gian dài ở khối các cơ quan trung ương của Đảng Cộng sản và Nhà nước Trung Quốc.

## Xuất thân và giáo dục
Ngô Hán Thánh sinh tháng 4 năm 1963 tại huyện Lâm Cù, thuộc chuyên khu Xương Duy, nay là huyện Lâm Cù, thuộc địa cấp thị Duy Phường, tỉnh Sơn Đông, Cộng hòa Nhân dân Trung Hoa. Ông lớn lên và tốt nghiệp phổ thông ở Lâm Cù, thi đỗ Đại học Công nghiệp Cát Lâm (nay là Đại học Cát Lâm), đến Trường Xuân nhập học Khoa Công trình động lực nhiệt năng vào tháng 9 năm 1981, tốt nghiệp Cử nhân chuyên ngành Động cơ đốt trong vào tháng 7 năm 1985. Ông được kết nạp Đảng Cộng sản Trung Quốc vào tháng 6 năm 1984 tại Đại học Cát Lâm, từng tham gia các khóa học là khóa quản lý kinh tế cấp đại học từ tháng 8 năm 1991 đến tháng 12 năm 1992 tại trường hàm thụ; khóa tiến tu cán bộ cấp sảnh, địa từ tháng 11 năm 2006 đến tháng 1 năm 2007; khóa bồi dưỡng cán bộ trung, thanh niên một lớp giai đoạn tháng 3–7 năm 2010; tất cả các khóa học này đều thuộc hệ thống Trường Đảng Trung ương Đảng Cộng sản Trung Quốc.

## Sự nghiệp

### Các giai đoạn
Tháng 7 năm 1985, sau khi tốt nghiệp đại học, Ngô Hán Thánh bắt đầu sự nghiệp của mình khi được tuyển dụng vào Bộ Công nghiệp cơ giới làm cán bộ Sở Tình báo, Khoa học và Công nghệ (nay là Nhà xuất bản Công nghiệp cơ giới, CMPEDU). Năm 1987, Bộ được cải tổ thành Ủy ban Công nghiệp cơ giới, ông cũng được chuyển sang cơ quan mới, thăng cấp là cán bộ cấp phó khoa của Phòng Nhân sự, CMPEDU, được bầu làm Phó Bí thư Chi đoàn ở cơ quan mình. Tháng 5 năm 1990, ông được bầu làm Ủy ban Ban Thường vụ Đoàn Bộ Công nghiệp máy móc, Bí thư Đoàn Sở Tình báo, Khoa học và Công nghệ, cấp phó xứ.
Tháng 4 năm 1991, Ngô Hán Thánh được điều chuyển tới Ủy ban Công tác cơ quan Quốc gia Trung ương, làm Trợ lý Điều tra và Nghiên cứu viên Phòng Tổ chức của Bộ Tổ chức trong Ủy ban, và là Phó Trưởng phòng Tổ chức từ tháng 2 năm 1994. Tháng 10 cùng năm, ông được điều tới Ma Cao – thời kỳ còn thuộc Bồ Đào Nha – công tác ở Tân Hoa Xã phân nhánh Ma Cao, nhậm chức Phó Trưởng phòng Thư ký thuộc Sảnh Văn phòng của báo. Đến tháng 9 năm 1997, ông được điều trở lại Ủy ban Công tác cơ quan, là Phó Trưởng phòng Tổ chức, rồi Trưởng phòng Cán bộ của Bộ Tổ chức cơ quan từ tháng 11 cùng năm. Tháng 8 năm 2000, ông được thăng chức làm Phó Bộ trưởng Bộ Tổ chức của Ủy ban, và kiêm nhiệm Ủy viên Ủy ban Kiểm tra và Kỷ luật của Đảng ủy Ủy ban, Chủ nhiệm Văn phòng Công tác người cao tuổi. Tháng 9 năm 2003, ông nhậm chức Bộ trưởng Bộ Mặt trận Đảng ủy Ủy ban, kiêm Phó Chủ tịch thường vụ Hội Liên hiệp các Cơ quan Quốc gia và Trung ương. Đến tháng 12 năm 2007, ông là Phó Bộ trưởng thứ nhất Bộ Tổ chức, trở lại kiêm nhiệm Chủ nhiệm Văn phòng Công tác người cao tuổi, đồng thời là Ủy viên Thường vụ Chính Hiệp Bắc Kinh, thăng chức là Bộ trưởng Bộ Tổ chức Ủy ban từ tháng 6 năm 2009, kiêm Ủy viên Ủy ban từ tháng 11 cùng năm.

### Cấp cao
Tháng 11 năm 2010, Ngô Hán Thánh được điều chuyển tới tỉnh Liêu Ninh, nhậm chức Phó Thị trưởng Chính phủ Nhân dân thành phố Thẩm Dương, vào Ban Thường vụ Thành ủy, là Bộ trưởng Bộ Tổ chức Thành ủy từ tháng 3 năm 2013. Tháng 9 năm 2014, ông được bổ nhiệm làm Bí thư Thị ủy Dinh Khẩu. Đến tháng 5 năm 2016, ông được bầu vào Ban Thường vụ Tỉnh ủy, giữ chức Tổng thư ký Tỉnh ủy Liêu Ninh, kiêm Bí thư Ủy ban Công tác cơ quan trực thuộc Tỉnh uỷ, cấp phó tỉnh. Tháng 3 năm 2017, ông được Ủy ban Trung ương điều chuyển tới tỉnh Sơn Tây, vào Ban Thường vụ Tỉnh ủy, nhậm chức Bộ trưởng Bộ Tổ chức, kiêm Hiệu trưởng Trường Đảng Tỉnh ủy Sơn Tây.
Năm 2018, Ủy ban Công tác cơ quan Quốc gia Trung ương được cải tổ, hợp nhất với Ủy ban Công tác cơ quan trực thuộc Trung ương để thành lập Ủy ban Công tác cơ quan Quốc gia và Trung ương, Ngô Hán Thánh được điều về nhậm chức Phó Bí thư Ủy ban này từ tháng 12. Ông được điều chuyển giữ chức vụ Tổ trưởng Tổ Giám sát, Kiểm tra, Kỷ luật của Ủy ban Kiểm Kỷ và Ủy ban Giám sát ở Bộ Tổ chức Trung ương từ tháng 12 năm 2020. Ngày 4 tháng 5 năm 2022, ông được bổ nhiệm làm Phó Bí thư thường vụ Ủy ban Công tác cơ quan Quốc gia và Trung ương, Ủy ban Trung ương Đảng Cộng sản Trung Quốc, cấp bộ trưởng. Cuối năm 2022, ông tham gia Đại hội Đảng Cộng sản Trung Quốc lần thứ XX từ đoàn đại biểu khối cơ quan trung ương Đảng và Nhà nước. Trong quá trình bầu cử tại đại hội, ông được bầu là Ủy viên Ủy ban Trung ương Đảng Cộng sản Trung Quốc khóa XX.